# Anfictión
En la mitología griega, Anfictión (Ἀμφικτύων / Amphiktýōn) fue uno de los reyes del Ática. Es célebre por ser el fundador de la anfictionía de Delfos. Los autores no se ponen de acuerdo sobre su filiación ni mucho menos sobre su descendencia. Unos dicen que era uno de los autóctonos, y otros que era hijo de Deucalión o incluso Zeus. Anfictión participa en las genealogías de Lócrida, Ática y Beocia (la Beocia anterior a Cadmo). Hay tres versiones principales acerca de Anfictión. 

## Historia

### Píndaro
La versión más antigua de la historia de Anfictión, aunque esté atestiguada en un escolio, nos dice que era un hijo de Zeus y que fue padre de Locro. Esta versión lo hace progenitor de la estirpe de Lócride. Otros varían esta versión y dicen que su esposa fue Ctonópatra, una hija de Helén, y con la que tuvo al epónimo Fiscio. O imaginan a Etolo como hijo de Anfictión, confundiéndose en la genealogía etolia, aunque esta versión es minoritaria.

### Tzetzes
Tras el diluvio de Deucalión, Zeus habiéndose mezclado con Yodama —hija de Titono, hijo de Anfictión—, engendró a Tebe a quien entrega a un tal Egipto y por quien Tebas es llamada Ogigia.

### Apolodoro
En la Biblioteca mitológica, se nos dice primero que Anfictión era uno de los hijos de Deucalión y Pirra, y por lo tanto hermano de Helén y Protogenia. Luego continúa diciendo que a Cránao lo desterró Anfictión, que ocupó el trono. Después de reinar doce o diez años fue a su vez expulsado por Erictonio. El mismo autor añade en este pasaje que a Anfictión también lo considera uno de los autóctonos.

### Pausanias
Pausanias, por su parte, dice fue rey de la ciudad de Termópilas y se casó con una hija innominada de Cránao, a la sazón rey de Atenas. El autor también nos dice que vio personalmente unas estatuillas de Anfictión, en un edificio aledaño al Teatro de Dioniso. También instituyó en Delfos una asamblea de los griegos, y por él los delegados recibieron el nombre de anfictiones. Indica el geógrafo además que Itono, padre de Beoto (del que deriva el nombre los beocios), era hijo de Anfictión. Por último nos cuenta que, según el dramaturgo ateniense Quérilo, Anfictión fue padre de una hija cuyo nombre no se ha conservado. Se dice que esta anfictiónide fue madre de Cerción en su unión con Poseidón, y también de Triptólemo, a quien concibió con Raro. Heródoto añade que cerca de la sede del consejo anfictiónico se encontraban los restos de un templo (heroon) consagrado a él.